# Prapreče pri Straži
Prapreče pri Straži – wieś w Słowenii, w gminie Straža. W 2018 roku liczyła 145 mieszkańców.